# الانتخابات الفيدرالية لألمانيا الغربية 1969
أقيمت الانتخابات الفدرالية في ألمانيا الغربية في 28 سبتمبر 1969 وذلك لانتخاب أعضاء البوندستاغ السادس. حافظ ائتلاف CDU/CSU على كونه أكبر كتلة في البرلمان كما حافظ الحزب الديمقراطي الاجتماعي على كونه أكبر حزب منفرد في البوندستاغ. شكّل الحزب الديمقراطي الاجتماعي بعد الانتخابات ائتلافاً مع الحزب الديمقراطي الحر وأصبح ويلي براندت أول شخص من الحزب الديمقراطي الاجتماعي يتولى منصب المستشار.